# Vásárhelyi András (költő)
Vásárhelyi András (? – Palotabozsok, Baranya vármegye, 1526, más adat szerint Várpalota, Veszprém vármegye, 1533) magyar ferences rendi szerzetes, költő, himnusz- és énekszerző.

## Élete
Személyéről nem sok adat ismert, csak annyi biztos, hogy ferences szerzetes volt, s a nevéhez fűződik a Jagelló-kori vallásos költészet legszebb fennmaradt énekének megalkotása. Az Angyaloknak nagyságos asszonya című, az utolsó versszaka szerint 1508-ból származó verset a ferencesek pesti rendházában írta és a Peer-kódexben őrződött meg, mint annak talán legértékesebb alkotása.
Versében Vásárhelyi már utalt a magyarokat fenyegető török veszélyre; Máriát pedig úgy szólította meg, mint a „törököknek megnyomorojtóját, a magyaroknak megoltalmazóját”. Az ének feltehetőleg a Pula melletti tálodi kolostor révén jutott a vázsonyi pálosokhoz, akik azt a Peer-kódexbe bemásolták. Felbukkan a mű a későbbi Thewrewk-kódexben is, és az ott közölt változat hagyományozódott át aztán a későbbi énekeskönyvekbe.

### Halála
Fennmaradt adatok szerint 1526. szeptember 18-án halt meg Palotán. Egyes kutatók ezt úgy értelmezik, hogy a Mohácshoz közeli Palotabozsok környékén törökök ölték meg. Más vélekedések szerint viszont a várpalotai ferences kolostorban élte élete utolsó éveit és halálát is ott lelte, de hét évvel később, 1533-ban, két rendtársával együtt az az évi török ostromnak áldozatul esve. Utóbbi teóriát erősíti a várpalotai katolikus templomban 1987-ben leleplezett emléktábla is, amelyen, a vers egy szakasza mellett ugyancsak az 1533-as évszám olvasható.